# Vouvray
Vouvray je naselje in občina v osrednjem francoskem departmaju Indre-et-Loire regije Center. Leta 2009 je naselje imelo 3.076 prebivalcev.

## Geografija
Kraj leži v pokrajini Touraine severno od reke Loare 10 km vzhodno od središča Toursa.

## Uprava
Vouvray je sedež istoimenskega kantona, v katerega so poleg njegove vključene še občine Chançay, Chanceaux-sur-Choisille, Monnaie, Neuillé-le-Lierre, Noizay, Notre-Dame-d'Oé, Parçay-Meslay, Reugny, Rochecorbon in Vernou-sur-Brenne s 26.704 prebivalci.
Kanton Vouvray je sestavni del okrožja Tours.

## Zanimivosti
- cerkev Naše Gospe in sv. Janeza Krstnika, s spomenikom Charlesu Bordesu, ustanovitelju glasbene šole Schola Cantorum v Parizu,
- dvorec Château de Moncontour,
- vinogradniško področje s proizvodnjo istoimenskega vina s kontroliranim poreklom, pridelanega iz sorte belega grozdja Chenin blanc.

## Pobratena mesta
- Randersacker (Bavarska, Nemčija);